# Microstromatales
Microstromatales är en ordning av svampar. Microstromatales ingår i klassen Exobasidiomycetes, divisionen basidiesvampar och riket svampar.
|                  | Doassansiales                                                                                             |
|                  | |
| Microstromatales | \| \| Quambalariaceae \| \| \| \| \| \| Microstromataceae \| \| \| \| \| \| Volvocisporiaceae \| \| \| \| |
|                  | \| \| Quambalariaceae \| \| \| \| \| \| Microstromataceae \| \| \| \| \| \| Volvocisporiaceae \| \| \| \| |
|                  | Exobasidiales                                                                                             |
|                  | |
|                  | Ceraceosorales                                                                                            |
|                  | |
|                  | Georgefischeriales                                                                                        |
|                  | |
|                  | Entylomatales                                                                                             |
|                  | |
|                  | Tilletiales                                                                                               |
|                  | |
|                  | Tilletiopsis                                                                                              |
|                  | |
|                  | Meira |
|                  | |
|                  | Acaromyces                                                                                                |
|                  | |
|                  | Quambalariaceae                                                                                           |
|                  | |
|                  | Microstromataceae                                                                                         |
|                  | |
|                  | Volvocisporiaceae                                                                                         |
|                  | |

|  | Quambalariaceae   |
|  |                   |
|  | Microstromataceae |
|  |                   |
|  | Volvocisporiaceae |
|  |                   |